# 陈彦廉
陳寶生（?—?），字彦廉。浙江海盐人。
他的父親在經商時溺死，由母親獨自扶養長大。陳寶生擅長繪畫，与黄公望關係契密。在1260年時，購得《清明上河图》。1351年轉賣給楊准。